# Unione Sportiva Anconitana-Bianchi 1942-1943
Questa pagina raccoglie i dati riguardanti l'Unione Sportiva Anconitana-Bianchi nelle competizioni ufficiali della stagione 1942-1943.

## Stagione
Nella stagione 1942-1943 la neopromossa Anconitana disputa il 14° campionato di Serie B, vi raccoglie 30 punti con il decimo posto finale. La squadra giallorossa allenata da Enrico Migliavacca disputa un torneo cadetto in piena guerra, avversato dall'intensificarsi delle attività belliche, infatti nel corso del girone di ritorno la Federazione si è trovata costretta ad escludere dal torneo d'autorità il Palermo Juventina, che dopo lo sbarco delle truppe alleate in Sicilia, ha reso sempre più difficoltosi gli spostamenti da una regione all'altra, perlomeno nel sud della penisola, annullandone i risultati fino ad allora conseguiti dai rosanero. Il romagnolo Amilcare Trevisani è risultato il miglior realizzatore dei marchigiani, firmando 11 reti in campionato. Sono state promosse in Serie A il Modena primo con 45 punti, ed il Brescia secondo con 43 punti. Nella Coppa Italia l'Ancona ha avuto un gravoso incrocio, dovendo affrontare il "Grande Torino", che si è sbarazzato dei biancorossi nei sedicesimi di finale, il 20 settembre 1942 con un pesante (7-0).

## Rosa
| N. |                   | Ruolo | Calciatore        |
| -- | ----------------- | ----- | ----------------- |
|    | Italia (bandiera) | A     | Francesco Baldoni |
|    | Italia (bandiera) | C     | Rutilio Baldoni   |
|    | Italia (bandiera) | A     | Ennio Battistelli |
|    | Italia (bandiera) | C     | Aldo Bertok       |
|    | Italia (bandiera) | A     | Guerrino Bisogni  |
|    | Italia (bandiera) | D     | Rodolfo Brondi    |
|    | Italia (bandiera) | C     | Bruno Chizzo      |
|    | Italia (bandiera) | P     | Araldo Collesi    |
|    | Italia (bandiera) | A     | Emilio Conti      |
|    | Italia (bandiera) | P     | Giovanni Garbo    |

| N. |                   | Ruolo | Calciatore         |
| -- | ----------------- | ----- | ------------------ |
|    | Italia (bandiera) | A     | Renato Ghezzi      |
|    | Italia (bandiera) | D     | Ferruccio Ratti    |
|    | Italia (bandiera) | C     | Giovanni Renzi     |
|    | Italia (bandiera) | A     | Serafino Romani    |
|    | Italia (bandiera) | D     | Andrea Scaccini    |
|    | Italia (bandiera) | A     | Domenico Spadoni   |
|    | Italia (bandiera) | A     | Luigi Torti        |
|    | Italia (bandiera) | C     | Alberto Trau       |
|    | Italia (bandiera) | C     | Amilcare Trevisani |
|    | Italia (bandiera) | C     | Giuseppe Varoli    |

## Risultati

### Serie B

#### Girone di andata
| Arbitro: | Tassini (Verona) |

|  |           |           |
|  | Marcatori | 10’ Palma |

| Arbitro: | Camiolo (Roma) |

|                      |           |                 |
| Vigo 30’ Ciferri 78’ | Marcatori | 15’, 48’ Romani |

| Arbitro: | Codeluppi (Lodi) |

|                             |           |                      |
| Ratti 53’ (rig.) Romani 80’ | Marcatori | 22’ (rig.) Romagnoli |

| Arbitro: | Viarengo (Asti) |

|            |           |             |
| Zorzin 67’ | Marcatori | 10’ Bisogni |

| Arbitro: | Silvano (Torino) |

|                       |           |           |
| Spadoni 60’ Ratti 73’ | Marcatori | 23’ Corti |

| Arbitro: | Camiolo (Roma) |

|  |           |            |
|  | Marcatori | 64’ Romani |

| Arbitro: | G. Bernardi (Bologna) |

|            |           |  |
| Brondi 25’ | Marcatori |  |

| Arbitro: | Carpani (Milano) |

|                      |           |  |
| Varoli 5’ Romani 55’ | Marcatori |  |

| Arbitro: | Viarengo (Asti) |

|                                       |           |                   |
| Gallanti 23’, 34’, 64’, 71’ Coppa 79’ | Marcatori | 43’ (aut.) Edelli |

| Arbitro: | Tassini (Verona) |

|                                           |           |  |
| Pisani 3’, 15’, 33’ Bernardini 23’ (rig.) | Marcatori |  |

| Arbitro: | G. Bernardi (Bologna) |

|                                                          |           |  |
| Trevisani 8’ Ratti 17’ (rig.) Varoli 61’, 77’ Ghezzi 85’ | Marcatori |  |

| Arbitro: | Biancone (Roma) |

|           |           |           |
| Borra 70’ | Marcatori | 80’ Ratti |

| Arbitro: | Camiolo (Roma) |

|           |           |  |
| Viani 71’ | Marcatori |  |

| Arbitro: | Poggipollini (Ferrara) |

|  |           |                     |
|  | Marcatori | 40’ (rig.) Calzolai |

| Arbitro: | Goracci (Firenze) |

|            |           |            |
| Zironi 88’ | Marcatori | 38’ Romani |

| Arbitro: | Cambi (Livorno) |

|  |           |                  |
|  | Marcatori | 32’, 40’ Lacelli |

| Arbitro: | Matucci (Seregno) |

|                         |           |                   |
| Mainardi 52’ Pombia 77’ | Marcatori | 68’ (rig.) Varoli |

#### Girone di ritorno
| Arbitro: | Canavesio (Torino) |

|                                                  |           |  |
| Gallazzi 24’ Fornasaris 47’, 52’, 81’ Frossi 63’ | Marcatori |  |

| Arbitro: | Scotti (Taranto) |

|                        |           |  |
| Trevisani 2’, 38’, 53’ | Marcatori |  |

| Arbitro: | Barion (Bologna) |

|                                            |           |                            |
| Tontodonati 8’ Maturo 25’ C. Guarnieri 29’ | Marcatori | 20’ Trevisani 31’ E. Conti |

| Arbitro: | Malingher (Roma) |

|                                                    |           |  |
| Romani 5’ E. Conti 19’ Ratti 23’ (rig.) Ghezzi 67’ | Marcatori |  |

| Arbitro: | Dabroj (Forlì) |

|                                               |           |  |
| Barbieri 31’ (rig.) Bramanti 49’ De Carli 83’ | Marcatori |  |

| Arbitro: | Costantini (Pescara) |

|                                              |           |                                     |
| Barbot 66’ (aut.) Trevisani 72’ E. Conti 77’ | Marcatori | 79’ (rig.) Clocchiatti 82’ Mazzetti |

| Arbitro: | Cicardi (Lecco) |

|  |           |                               |
|  | Marcatori | 14’, 42’ Trevisani 48’ Chizzo |

| 21 marzo 1943 25ª giornata | Palermo-Juventina | – Gara rinviata e poi annullata per l'esclusione del Palermo | Anconitana-Bianchi |  |

| Ancona 28 marzo 1943 26ª giornata | Anconitana-Bianchi | 0 – 0 | Fanfulla | Stadio del Littorio\| Arbitro: \| Dabroj (Forlì) \| |
| Arbitro:                          | Dabroj (Forlì)     |       |          |                                                     |

| Arbitro: | Cipriani (Milano) |

|                                       |           |                                             |
| Trevisani 14’ Romani 56’ E. Conti 69’ | Marcatori | 49’ (rig.) Preti 58’ Lombardi 61’ Salvadori |

| Arbitro: | Clemente (Gorizia) |

|                                                                       |           |  |
| Bortoletti 21’ Sacco 29’ Formentin 53’ Di Prisco 58’ Ratti 74’ (aut.) | Marcatori |  |

| Arbitro: | Neri (Vicenza) |

|                                  |           |                 |
| R. Baldoni 32’ E. Conti 49’, 56’ | Marcatori | 52’ Castigliano |

| Arbitro: | Tonnetti (Roma) |

|                           |           |                                    |
| E. Conti 4’ Trevisani 65’ | Marcatori | 3’, 28’ Busani 15’, 21’, 89’ Viani |

| Arbitro: | Neri (Vicenza) |

|                                                |           |  |
| Re Dionigi 42’, 53’ Calzolai 62’ B. Arcari 79’ | Marcatori |  |

| Arbitro: | Fois (Roma) |

|           |           |  |
| Ratti 86’ | Marcatori |  |

| Arbitro: | Matucci (Seregno) |

|                           |           |                   |
| Foglia 33’, 35’ Fibbi 44’ | Marcatori | 26’ (rig.) Chizzo |

| Arbitro: | L. Bernardi (Savona) |

|                          |           |          |
| Trevisani 41’ Romani 61’ | Marcatori | 57’ Muci |

### Coppa Italia

#### Sedicesimi di finale
| Arbitro: | Limido (Milano) |

|                                                                   |           |  |
| Baldi 4’ Mazzola 15’, 71’ Gabetto 39’, 55’, 57’ Brondi 62’ (aut.) | Marcatori |  |